# Альберт Великий
Святий Альбе́рт Вели́кий (лат. Albertus Magnus, при народженні Альберт фон Больштедт (нім. Albert von Bollstadt)) (бл. 1193 — 15 листопада 1280) — німецький католицький теолог, філософ і природознавець, чернець-домініканець, наставник Томи Аквінського, представник ортодоксальної схоластики, канонізований у 1931 році.

## Життєпис
Народився у Швабії у родині графа фон Больштедта у Лауїнгені. Точна дата народження невідома, ймовірно народився між 1193 і 1206 роками.
Учився в Падуї, викладав у Парижі (Сорбонна), Кельні та інших містах.
Почав перебудовувати та систематизувати католицьке богослів'я на основі арістотелізму. Це продовжив його учень Тома Аквінський. Вони разом боролися проти опозиційних шкіл у схоластиці, єресей, аверроїзму, проти антифеодальних ідей і рухів. Альберт Великий — автор філософських творів («Про причини та про виникнення загального») і природничо-наукових трактатів про мінерали, рослини, тварин.

## Творчість
Альберт Великий — видатний схоласт. Завдяки коментарям Альберта праці Арістотеля стали надбанням середньовічної культури. Він не тільки систематизував знання античних і арабських вчених у галузі природознавства й етики, а й провів також власні дослідження на основі спостережень і досвіду.
Інтерес до натурфілософської проблематики закономірно міг зумовити заняття Альберта алхімією. Найвідоміший його твір у цій традиції — «Libellus de Alchimia» («Книжка про алхімію», «Мале алхімічне зведення»). Навколо фігури Альберта-алхіміка постали численні легенди, що змальовували його як чаклуна. Казали, нібито він міг перетворити зиму на літо, аби провести бенкет у монастирському дворі. За іншою легендою, одного разу Альберт створив механічну мідну людину, що могла відповідати на всі запитання. Однак згодом дивний механізм було знищено учнем філософа, Томою Аквінським.
Альберт Великий славився своєю ерудицією, проте власного вчення не створив. За енциклопедичність знань отримав від католицької церкви титул «doctor universalis».